# Thomas Skoglund
Thomas Skoglund, norveški rokometaš, * 3. marec 1983, Lillestrøm.
Leta 2010 je na evropskem rokometnem prvenstvu s norveško reprezentanco osvojil 7. mesto.